# Rákospalotai Javítóintézet
A Rákospalotai Javítóintézet, teljes nevén az EMMI Rákospalotai Javítóintézete és Központi Speciális Gyermekotthona, egy a fiatalkorúakkal foglalkozó speciális intézetek közül, melyet 1890-ben alapítottak Leánynevelő Intézet néven, Rákospalotán. 1995-től működik mai nevén, a Pozsony utca 36. szám alatt. Az intézetbe speciális, javítóintézeti nevelésre utalt és előzetes letartóztatásba helyezett lányok kerülhetnek, 12 éves kortól egészen 21 éves korig.

## Felépítés
Az Intézetben a bekerülő gyermekeknek négy részleg van fenntartva illetve elkülönítve. Létezik a Speciális Intézet ("Speci"), A Javító részleg, az Előzetesen letartóztatottak részlege és az úgynevezett Anyarészleg. Bekerülésük oka határozza meg, melyik részleghez, csoporthoz tartoznak hivatalosan.

### Javító részleg
A Javító részleg gyakorlatilag az Intézmény első részlege, ennek megalapulásával jött létre, 1890-ben. Itt maximum négy évet tölthetnek el a beérkező lányok, akik szigorúan ellenőrizve nem találkozhatnak a másodikként alapult, Előzetesen letartóztatottak részlegén élő lányokkal. Ennek oka természetesen, hogy a másodikként említett részleg lakói ellen éppen aktuálisan tárgyalás zajlik, míg a Javító részlegen élők – meghatározott, a későbbiekben taglalt rendszer szerint – kijárhatnak az épületből; ezzel a lépéssel a bizonyítékokkal, tanúkkal történő esetleges visszaélés lehetőségét is kizárják.

### Előzetes letartóztatottak részlege
Azok a fiatalkorú lányok, akik ellen éppen eljárás folyik, ebbe a részlegbe kerülnek. Különféle indokokkal kerülnek be az Intézet falai közé, a legjellemzőbb okok az erőszakos bűncselekmény, a rablás (amelyért 2-8 évig terjedő büntetés következménye lehet), a kábítószerrel való visszaélés illetve a közszemély elleni erőszak elkövetése. Az itt tartózkodó lányok, az előbb említett okok miatt nem találkozhatnak a Javító részleg lakóival.

### Speciális Intézet
A Speciális Intézet részlegére olyan fiatalok érkeznek, aki különböző pszichés vagy disszociális problémákkal küzdenek illetve a gyermekvédelem és a gyámhivatal útján kerülnek be. A gyermekpszichiátria sok tekintetben egy megosztó téma ma Magyarországon, mindamellett kétségtelen: sok, súlyos magatartásproblémával küzdő fiatalt igyekeznek segíteni a Rákospalotai Intézetben egészen. Kivételes eseteket kivéve itt két évig veszik gondozásba a gyermekeket. Ez a részleg 2008 óta létezik az Intézeten belül, itt csak 18 éves korig foglalkozhatnak a fiatalokkal, hiszen nagykorú állampolgár nem lehet állami gondozott.
Léteznek úgynevezett "kettős szükségletű" gyermekek is, akik hátterük és például adott elkövetett bűncselekményük alapján több részleghez is tartozhatnának. Ezeket a lányokat az Intézetben külön csoportban nevelik.

### Anyarészleg
Az Anyarészleg az Intézet egyik sajátossága, ahol javítóintézeti neveltek, anyák élhetnek, amennyiben gyermekük 0 és 3 éves kor közötti és igényt tartanak felnevelésére. Ez a program igen friss az Intézményen belül, 2016 végén indult, jelenleg 4 édesanya él bent, 4 gyermekével együtt.

## A bentlakók
A Javítóintézetben élő lányok között találkozhatunk 12 éves korútól egészen 21 évesig is. Kivételt képez ez alól a Speciális részleg, ahol csak 18 éves korukig foglalkozhatnak velük a nevelők.
A jellemző többség jelenleg Borsod-Abaúj-Zemplén, Szabolcs-Szatmár-Bereg és Zala megyéből érkezik az Intézetbe, Baranya és Pest megye mellett.
A Intézménybe való bekerülés természetesen nem időszakhoz, hanem szükséghez kötött, emellett azonban számolni kell a ténnyel, hogy például a Speciális részlegen van példa arra, amikor egy beutalt gyerek csak várólistára kerül, az Intézetbe még nem.

### A bentélés: személyi feltételek, tulajdon és szökés
A bekerülő lányok részlegek szerint vannak szétosztva csoportokba, amik egyfajta osztály és egyben egy szinttel bensőségesebb szerepet is betöltenek. Az Intézet pedagógiai elvei szerint maximum 12 fős csoportokkal dolgoznak, hiszen fontos az egyéni odafigyelés lehetősége, amit a kis létszámú csoportok tesznek lehetővé. A Speciális Intézeti csoportok maximum 8 főből állnak.
Az intézmény 1899-ben költözött át arra a helyre, ahol jelenleg is működik. Itt egy nagy park veszi körül a különböző funkciójú épületeket, mint például az egyik egyemeletes részt, ahol a konyha, az ebédlő, a kultúrterem, egy kerámia-műhely és egy tornaterem található. Emellett van két lakóépület, egy másik egyemeletes épület – amit állapota miatt nem tudnak használni, lehetőségük viszont jelenleg nincs, hogy felújítsák –, és egy kápolna is.
A csoportok a lakóépületekben élnek, itt vannak a termek, amiket a foglalkozások, tanulások alkalmával használnak, egy közös nappali, ami egyben ebédlő és tanulószoba is, és a lányok hálószobái. Két-három ágyas szobákban élnek, a Speciális részleg csoportja csak kétfős szobákban. A csoportok lakórészéhez tartozik egy felszerelt konyha is, tv és társasok, játékok, illetve minden egyéb, amit például a foglalkozásokon készítettek maguknak és a csoportnak. Kis közösségként élnek a bekerült lányok a csoportot vezető nevelő felügyelete és támogatása mellett.
A lányok tulajdonában egyénenként változó, mi tartozik, hátterüktől függően, ám a jellemzőbb az, hogy szegényes anyagi háttér mellett a bentélés folyamán nem vagy alig rendelkeznek saját tulajdonnal. Zsebpénzt kapnak, ám nem pénz formájában, mellette pedig van lehetőségük egyéb plusz munkákat vállalni, amiért szintén jár minimális összeg, ám ezt sem kapják meg konkrét pénzként. Ha bármit szeretnének vásárolni, a nevelőnek jelezve, a meglévő "vagyonukból" megtehetik. Az ellátás olyan pontjait, mint például az étkezés, megkapják, ám sok egyéb igény (ruhák, tisztálkodószerek) is felmerülhet, amit a kiutalt fejenkénti összegből sokszor nehezen tudnak fedezni.
Szökéskísérletekre is van példa az Intézetnél, ezeket egy külön rendszerrel igyekeznek visszaszorítani. Különböző nevelési fokozatokat állítanak fel, a lányok lehetőségeik, jutalmaik, büntetéseik az ide való besorolástól függnek. Létezik egyes, kettes és hármas fokozat, melyek közül a hármas a legideálisabb, legmagasabb. Az egyes fokozat a szabadság teljes megvonását jelenti, míg a kettes és hármas fokozatú lányok, az adott részleg szabályaitól függően különböző kedvezményekben részesülhetnek, melyek leginkább a kijárás lehetőségével van kapcsolatban.

### A kijárás
A kijárás eltérő a különböző részlegeknél, így leginkább ezek alapján lehet jellemezni, a lányok milyen lehetőségekkel rendelkeznek a kijárás területén.
Az előzetes letartóztatottak egyáltalán nem járhatnak ki, 2 hetente érkezhetnek hozzájuk látogatók, maximum 5 fő.
A Javító részlegnél érvényesülnek a leginkább a nevelési fokozatok: az egyes fokozatot kapó egyáltalán nem hagyhatja el az épületet, míg a kettes havonta, a hármas fokozatú pedig kéthetente egyszer látogathat el a családjához vagy hagyhatja el a gyermekotthont. A fokozatok a viselkedéstől függően alakulhatnak.
A Speciális részleghez hetente érkezhetnek látogatók, míg az Intézetet havonta egyszer hagyhatják el.

## Az Intézetben dolgozók
Az Intézetben a nevelőkön és pedagógusokon kívül minden olyan szerepkör felfedezhető, amik elengedhetetlenek egy ekkora mértékű Intézmény működéséhez, mint például az Intézet kertésze vagy a konyhán dolgozók. Azok a dolgozók, akik azonban a legtöbb időt töltik a bent lakó lányokkal, kétség kívül a nevelők.

### A nevelők

#### Szerepkörök
A nevelők különböző szerepkörök szerint vannak felosztva, hiszen az egyik alapelv, hogy mindig biztosított a folyamatos felügyelet. Ehhez igazodva az egyik szerepkör a csoportok vezetői, akik napközben kísérik végig a lányok tevékenységeit, de itt is van, hogy elkülönülnek a délelőttös nevelők, majd délután a csoportvezetők. Természetesen a felügyelet éjszaka is folytatódik, folyamatos figyelmet biztosítva az éjszakai nevelők segítségével. 

#### Feladat, pedagógiai elvek
A nevelők beszámolója szerint igen sajátos és érdekes munka, aminél azonban sok szempont van, amit figyelembe kell venni és nem szabad elfelejteni. Minden munkának megvannak a nehézségei: ennek a szakmának az egyik legnehezebb része, az elmondások alapján, hogy a "bent" történt eseményeket "nem szabad hazavinni". A kötődés egy nagyon nehéz egyensúlyát kell megtalálniuk, ahol az egyik oldalon sikerül elérni a lányok bizalmát és tiszteletét, míg a másik oldalon nem válhatnak a szemükben az édesanyjukká és édesapjukká, hiszen ők a csoportjuk vezetője.
A nevelők az Intézetet egyfajta "szigetnek" jellemezték, ahol a külvilág eseményei ellenére a bentlakók biztonságot és menedéket találhatnak. A elképzelésük szerint ő "ablakokat" nyitnak a lányoknak, lehetőségeket mutatnak nekik az addigiaktól más, eltérő út felé. Az, hogy a lányok ezt elfogadják-e illetve választják-e ezt az utat, ugyanolyan kérdéses, mint az: két vagy három év bentlakás után, mikor kikerülnek újra az Intézet falain kívül, vajon mennyire tartják meg ezeket a változásokat, illetve mennyire lesz egyáltalán lehetőségük folytatni a bent elkezdett változásukat. 
A nevelésben az egyik legmeghatározóbb és követendő elv, amit a nevelők követnek, az úgynevezett élménypedagógia, amely meghatározza a tanítást és a nevelést. Céljuk az oktatással és a neveléssel való fejlesztés. Egy átlagos nap legfontosabb meghatározója az Intézetben, hogy mindig van valami program, elfoglaltság vagy esemény, amely leköti a lányokat és egyben, a remények szerint segít nekik fejlődni.

#### Tematikus csoportok
Az Intézmény nagy hangsúlyt fektet a lányok fejlesztésére, különböző tematikus csoportok alapján segítik elő a minél szélesebb és hasznosabb körű tudás megszerzését.
Ilyen tematikus csoportok például:
- gyermekjogi projekt
- drogprevenció
- pénzügyi tudatosság
- szociális készségfejlesztés
- élménypedagógiai tábor
- Óvodai dajka képzés

Az egyik legnagyobb újdonság az Óvodai dajka képzés, ahol a bent lakó lányok közül néhányuknak lehetőségük van kiképezni magukat óvodai dajkává. Ezzel pedig lehetőséget kapnak egy biztos munkára az Intézményből való kikerülés után.

## Utógondozás
A legtöbb lány, miután letelt az ideje az Intézménynél és kikerülhet, gyakorlatilag szinte a semmivel folytatja életét (kivétel természetesen az újfajta gondolkodásmód lehetősége). Az úgynevezett utógondozáshoz sok feltételnek kell megfelelni, amik a legtöbb addigi bentlakónak nehézségeket okozhat. Ilyen például a munka vagy iskolai jogviszony Budapesten. Emellett a letöltött büntetés és a nagykorúság is követelmény, így általában a legtöbb esetben az Intézmény nem kezdi meg az utógondozást a büntetés letöltése után. A lányok, miután kikerülnek az Intézmény falai közül – ahol megtapasztalhatták és vagy elfogadták a nevelők által közvetített értékeket és gondolkodásmódot vagy nem -, legtöbbször ugyanabban a helyzetben találják magukat, mint amiben az Intézmény előtt éltek.